# Jedda multicaulis
Jedda multicaulis är en tibastväxtart som beskrevs av J.R. Clarkson. Jedda multicaulis ingår i släktet Jedda och familjen tibastväxter. Inga underarter finns listade i Catalogue of Life.